# Simpang Deli Kampong
Simpang Deli Kampong is een bestuurslaag in het regentschap Nagan Raya van de provincie Atjeh, Indonesië. Simpang Deli Kampong telt 534 inwoners (volkstelling 2010).